# Christine Cornet d'Elzius
Christine Marie Raoul Laure gravin Cornet d'Elzius de Peissant (Rochefort, 28 juli 1944) is een voormalige Belgische senatrice.

## Levensloop
Beroepshalve werd Cornet d'Elzius directiesecretaresse. Ze was verre familie van PRL-politicus Charles Cornet d'Elzius, voor wie ze werkte als parlementair secretaris.
Ze werd politiek actief bij de PRL, de latere MR, en werd voor de partij van 1995 tot 2011 gemeenteraadslid van Ciney. Van 1995 tot 2006 was ze er ook schepen.
Daarnaast zetelde zij van 1991 tot 2003 in de Senaat. Ze zetelde er van 1991 tot 1995 als provinciaal senator voor Namen en van 1995 tot 2003 als rechtstreeks gekozen senator.

## Onderscheidingen
Op 9 juni 1999 werd ze benoemd tot ridder in de Leopoldsorde en ze is ook benoemd tot eresenator.